# Mykola Zytowytsch

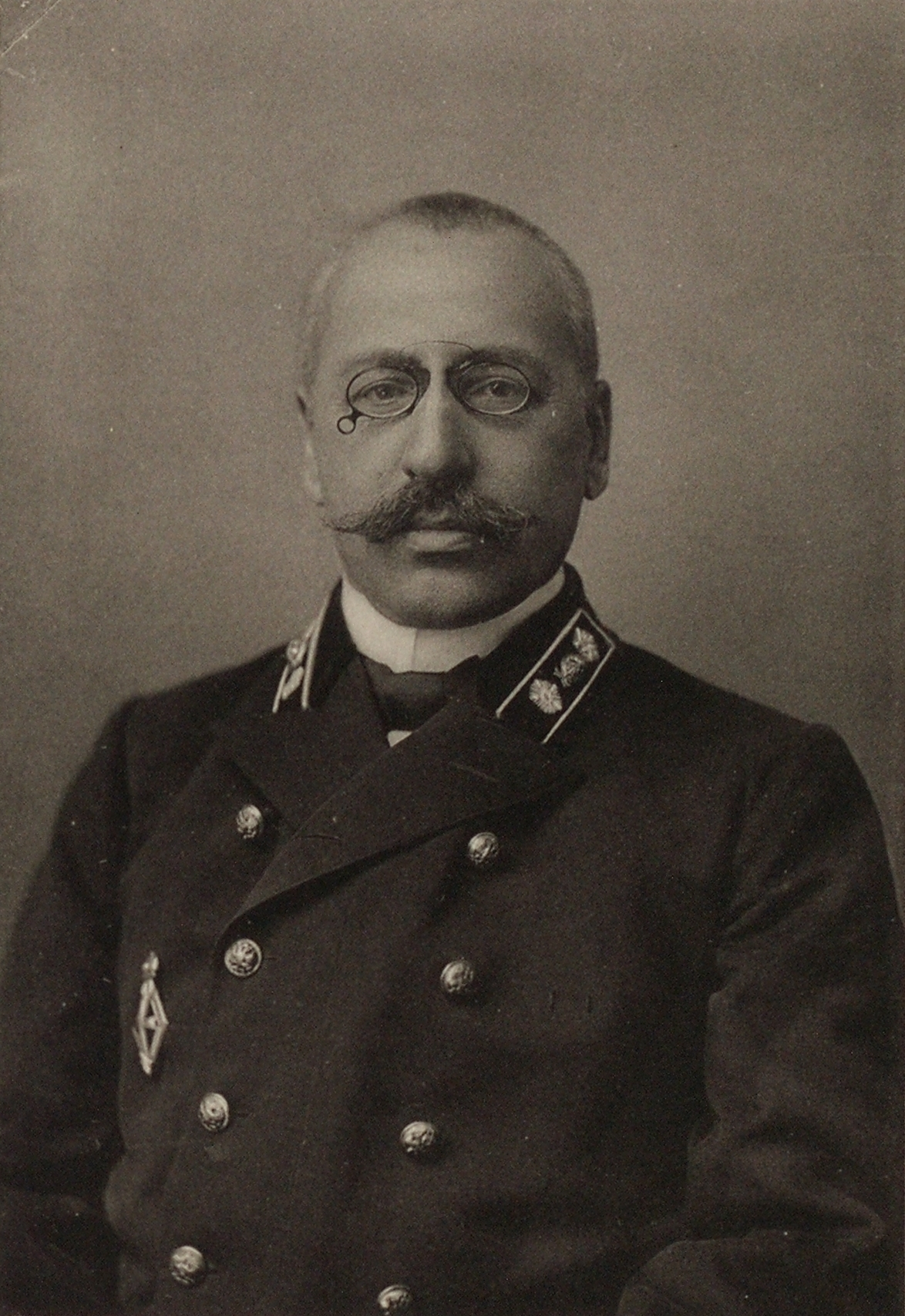
Mykola Zytowytsch 1911

Mykola Martinianowytsch Zytowytsch (ukrainisch Микола Мартініанович Цитович, russisch Николай Мартинианович Цытович Nikolai Martinianowitsch Zytowitsch; * 17. Apriljul. / 29. April 1861greg. in Mykolajiw, Gouvernement Cherson, Russisches Kaiserreich; † 31. Oktober 1919 in Kiew, Ukrainische Volksrepublik) war ein ukrainischer Jurist, Wirtschaftswissenschaftler, Professor und Rektor an der St.-Wladimir-Universität in Kiew.

## Leben
Mykola Zytowytsch kam in Mykolajiw in der heutigen Ukraine als Kind einer Adelsfamilie zur Welt. 1879 machte er am ersten Kiewer Gymnasium das Abitur und 1883 absolvierte er sein Studium an der juristischen Fakultät der St.-Wladimir-Universität.
Ab 1886 war er als Privatdozent an der Fakultät für Politische Ökonomie und Statistik an der Kiewer Universität angestellt, an der er später Doktor, außerordentlicher Professor und schließlich am 21. Juli 1899 ordentlicher Professor der politischen Ökonomie und Statistik wurde.
Zwischen 1902 und 1905 war er Dekan der Fakultät für Rechtswissenschaften. Daran anschließend wurde er im September 1905, in Nachfolge von Mykola Bobrezkyj, Rektor der St.-Wladimir-Universität und blieb dies bis September 1917. 1911 erhielt Mykola Zytowytsch den Ehrentitel Verdienter ordentlicher Professor und im Juni desselben Jahres wurde er zum Vertreter Russlands bei der Kommission des Internationalen Kongresses für Verwaltungswissenschaften in Brüssel ernannt.
Im Mai 1919 wurde er von den Bolschewiki, die im Februar 1919 die Stadt Kiew eingenommen hatten, verhaftet. Vertreter der wissenschaftlichen Gesellschaft traten für ihn ein, jedoch litt seine Gesundheit und er starb im Oktober 1919 58-jährig im, zwischenzeitlich von der Weißen Armee besetzten, Kiew.